# Mudeharska arhitektura u Aragonu
Mudeharska arhitektura u Aragonu je zajednički naziv za građevine koje su UNESCO-va svetska baština zbog jedinstvene arhitektonske vrednosti španskog mudeharskog stila (mavarski stil). Pojavu ovog stila u Aragonu krajem 12. veka izazvali su delimično politički, društveni i kulturni uslovi koji su preovladali u Španiji nakon rekonkviste.
Stil mudehara proizlazi iz sredine u kojoj su židovi, muslimani i hrišćani živeli u miru jedni uz druge. On ne uključuje stvaranje novih oblika ili objekata (kao što su razvijali romanika i gotika), već se sastoji od reinterpretiranja zapadnjačkih stilova kroz muslimanske uticaje. Najpre je bio prihvaćen u Toledu, kao prilagođavanje ornamentalnih motiva zapadnjačkoj arhitekturi (posebno kroz ukrašavanje opeka i fasada arabeskama u gipsu). Kasnije se proširio prema severu (Lion, Avila, Segovija, itd.), te su danas te građevine prepoznate kao „romanika od opeke”. Centri mudeharske umetnosti postaju gradovi kao: Sahagun, Toro, Kueljar i Arevalo, a najrazvijenija je bila u Aragonu, posebno u Teruelu (ali i u Zaragozi, Utebu, Taustu, Daroci, Kalatajudu, itd.). Ova umetnost islamskih korena takođe odražava uticaje različitih evropskih stilova iz tog vremena, posebno gotike. Tokom 13, 14. i 15. veka, mudeharski tornjevi u Teruelu menjaju fizionomiju grada koja je sačuvana sve do današnjih dana. Najistaknutiji su toranj katedrale (1257.), zvonik crkve La Merced (kasni 16. vek), zvonik sv. Martina (1315.), zvonik crkve San Pedro (14. vek) i toranj crkve El Salvador (12-13. vek). Bila je dominantna u ovim krajevima do 17. veka i odlikuje se izuzetno kvalitetnom i inventivnom upotrebom opeke i glazirane keramike u gradnji, posebno na zvonicima. Najbolji primeri su kvadratični tornjevi s velikim zastakljenim površinama, ukrašeni keramikom i crvenim opekama.
Izvorno su četiri građevine upisane na Uneskov spisak mesta Svetske baštine u Evropi 1986. godine pod imenom „Mudeharska arhitektura Teruela”. Nakon žalbe građana Zaragoze, popis je proširen 2001. godine, te uključuje još šest građevina iz provincije Zaragoza.

## Popis lokaliteta
| Slika | Ime                                              | izgradnja     | Lokacija             | Koordinate                                           | Beleške |
| ----- | ------------------------------------------------ | ------------- | -------------------- | ---------------------------------------------------- | --- |
|       | Katedrala u Teruelu (Santa María de Mediavilla)                           | 1171. - 1587. | Teruel               | 40° 12′ 13″ С; 1° 03′ 45″ И / 40.2037° С; 1.0625° И  | Romanička bogorodička katedrala je izgrađena po nalogu Alfonsa Aragonskog, a arhitekt Juzaf joj je dao mavarki izgled krajem 13. veka. Toranj ukrašen keramičkim pločicama je završen 1257. godine, a oktogonalna lanterna tornja je iz 18. veka. Godine 1587. izgrađena je kupola s dvojnim prozorima oštrih lukova u pleterskom stilu (Martín de Montalban). |
|       | Crkva sv. Petra u Teruelu (San Pedro)            | 16. st.       | Teruel               | 40° 12′ 12″ С; 1° 03′ 44″ И / 40.2033° С; 1.0622° И  | Crkva iz 16. veka s tornjem sličnim onom kod katedrale. U njoj se nalaze mumije tragičnih ljubavnika Izabele i Dijega (bogata plemkinja i siromašni krstaš) |
|       | Crkva sv. Martina u Teruelu (San Martin)         | 1316.         | Teruel               | 40° 12′ 14″ С; 1° 03′ 48″ И / 40.2039° С; 1.0633° И  | Crkva sv. Martina obnovljena je u 16. veku kada je izgrađen njen mudeharski toranj. |
|       | Crkva Hrista spasitelja u Teruelu (San Salvador) | 17. st.       | Teruel               | 40° 12′ 11″ С; 1° 03′ 46″ И / 40.2031° С; 1.0628° И  | Crkva Krista spasitelja ima izvanredan toranj u mudeharskom stilu, te skulpturu Hrista iz 14. veka. Lučna vrata tornja i njena keramička zeleno-bela fasada dominiraju ulicom sebka. On ima tri sprata s krstastim svodovima, dvojnim prozorima oštrih lukova na fasadi i 122 stuba.                                                                           |
|       | Bogorodična crkva u Kalatajudu ()                | 13. vek       | Kalatajud            | 41° 12′ 41″ С; 1° 23′ 03″ И / 41.2114° С; 1.3842° И  | Izgrađena na mestu starije džamije, sastoji se od fakulteta iz 14. veka, mudeharskog oktogonalnog tornja i apside iz 16. veka, te pleterske fasade i barokne kapele. |
|       | Crkva sv. Tekle                                  |               | Servera de la Kanada | 41° 15′ 21″ С; 1° 26′ 27″ И / 41.2558° С; 1.44089° И | |
|       | Crkva sv. Marije ()                              | 1356-1385     | Tobed                | 41° 12′ 06″ С; 1° 14′ 24″ И / 41.2018° С; 1.2401° И  | Crkva-utvrđenje koja ima spoljašnje zidine s obrambenim galerijama. Izgradio ju je „Red Svetog groba” iz Kalatajuda. |
|       | Palata Aljaferija                                | 11. vek       | Zaragoza             | 41° 23′ 32″ С; 0° 32′ 05″ И / 41.3923° С; 0.5348° И  | Palata muslimanskih kraljeva Sarakveste prozvana „Palata radosti” pretvorena je u 16. veku u rezidenciju aragonskih kraljeva. |
|       | Crkva sv. Pavla (San Pablo)                      | 13-16 vek     | Zaragoza             | 41° 23′ 32″ С; 0° 31′ 52″ И / 41.3921° С; 0.5310° И  | Izgrađena u 15. i 16. veku preko romaničke samostanske crkve iz 13. veka. Ima sjajan oktogonalni toranj s kojega se pruža sjajan pogled na grad. Unutra se nalazi renesansni oltar (Damijan Forment). |
|       | Katedrala u Zaragozi (Catedral del Salvador)                          | 12-15 vek     | Zaragoza             | 41° 23′ 30″ С; 0° 31′ 24″ И / 41.3916° С; 0.5232° И  | Izgrađena 1140. godine preko džamije iz 8. veka po nalogu kralja Alfonsa Aragonskog. Od 1204. do 15. veka u njoj su krunisani kraljevi Aragona. Dorađena u mudeharskom stilu od 1318. do 15. veka kada je obnovljena urušena kupola. |

## Literatura
- . 1990.  978-84-86982-22-5..
- Borrás Gualis, Gonzalo (1991). "La ciudad islámica". Guillermo Fatás (dir.) Guía histórico-artística de Zaragoza. Zaragoza City Council. pp. 71–100. 3rd ed.  978-84-86807-76-4
- Biel Ibáñez, María Pilar (2008). "Nuevas noticias sobre el palacio de la Aljafería". Guillermo Fatás (dir.) Guía histórico-artística de Zaragoza. Zaragoza City Council. pp. 711–727. 4th ed.  978-84-7820-948-4.
- Cabañero Subiza, Bernabé et al. (1998), La Aljafería. I. Zaragoza: Cortes de Aragón. 1998.  978-84-86794-97-2
- Expósito Sebastián et al. (2006). La Aljafería de Zaragoza. Zaragoza: Cortes de Aragón. 2006 (6ª ed.)  978-84-86794-13-2
- Artehistoria, director. El Arte Mudéjar. YouTube, YouTube, 17 June 2008, www.youtube.com/watch?v=xLuE7w1Zszo.
- Boswell, John (1978). Royal Treasure: Muslim Communities Under the Crown of Aragon in the Fourteenth Century. Yale University Press.  0-300-02090-2
- Borrás Gualis, G. (2006). Mudéjar: An Alternative Architectural System in the Castilian Urban Repopulation Model. Medieval Encounters, 12(3), 329–340. . doi:10.1163/157006706779166075. Недостаје или је празан параметар |title= (помоћ)
- Britannica, The Editors of Encyclopaedia. "Manueline | architectural style". Encyclopedia Britannica. Retrieved 2019-05-09.
- Britannica, The Editors of Encyclopaedia. “Mudejar.” Encyclopædia Britannica, Encyclopædia Britannica, Inc., 20 July 1998, www.britannica.com/topic/Mudejar.
- Centre, U. (n.d.). Mudejar Architecture of Aragon. Retrieved November 30, 2020, from https://whc.unesco.org/en/list/378/
- Chalmeta, P., “Mudéjar”, in: Encyclopaedia of Islam, Second Edition, Edited by: P. Bearman, Th. Bianquis, C.E. Bosworth, E. van Donzel, W.P. Heinrichs. Consulted online on 30 October 2020
- Cummins, F. (2017). Mudéjar Americano. In A Companion to Islamic Art and Architecture (pp. 1023–1050). John Wiley & Sons, Inc. . doi:10.1002/9781119069218.ch39. Недостаје или је празан параметар |title= (помоћ)
- Encyclopedia. "Art in Spain and Portugal | Encyclopedia.com". www.encyclopedia.com. Retrieved 2019-05-09.
- Garma, David de la. “Mudéjar Ceramics.” Arte Celta (ARTEGUIAS), 2012, www.arteguias.com/ceramica-mudejar.htm.
- Gonzalez, Elena. “Spanish Architecture in the Arab World.” Andalusi and Mudejar Art in Its International Scope: Legacy and Modernity, 9 Sept. 2015, pp. 197–211.
- Harvey, L. P. (1. 11. 1992). Islamic Spain, 1250 to 1500. University of Chicago Press. ISBN 978-0-226-31962-9.
- Harvey, L. P. (16. 5. 2005). Muslims in Spain, 1500 to 1614. University of Chicago Press. ISBN 978-0-226-31963-6.
- King, Georgiana Goddard. Mudejar. Longmans Ed, 1927.
- Linehan, P. (Ed.), Nelson, J. (Ed.), Costambeys, M. (Ed.). (2018). The Medieval World. London:Routledge, . doi:10.4324/9781315102511. Недостаје или је празан параметар |title= (помоћ)
- Jones, L. G. (2009). Mudejar. In J. E. Campo, J. G. Melton (Ed.), Facts on File Library of Religion and Mythology: Encyclopedia of World Religions. Encyclopedia of Islam (pp. 486–487). Facts on File. https://link.gale.com/apps/doc/CX1692200398/GVRL?u=txshracd2598&sid=GVRL&xid=8772a220
- Makrickas, Augustas. “Islamic Influence on Western Architecture.” Academia.edu, 2013, www.academia.edu/5789655/Islamic_influence_on_western_Architecture.
- Menocal, Maria Rosa (2002). "Ornament of the World: How Muslims, Jews, and Christians Created a Culture of Tolerance in Medieval Spain". Little, Brown, & Co.  0-316-16871-8
- Mudéjar. (2019, May 2). Mudéjar Style in Architecture. Retrieved December 7, 2020, from https://www.hisour.com/mudejar-29403/ Архивирано на веб-сајту  (21. јул 2023)
- Museum With No Frontiers. (2004). Discover Islamic Art Virtual Exhibitions: Mudéjar Art. Retrieved November 16, 2020, from http://islamicart.museumwnf.org/exhibitions/ISL/mudejar_art/?lng=en
- Rubenstein, Richard (2003). "Aristotle's Children: How Christians, Muslims, and Jews Rediscovered Ancient Wisdom and Illuminated the Middle Ages." Harcourt Books.  0-15-603009-8
- Saba, Matthew. "Abbasid Lusterware and the Aesthetics of 'ajab." Muqarnas: An Annual on the Visual Cultures of the Islamic World 29 (2012): 187-212
- Sanz, A. (2018). Historical and Structural Aspects of the Mudéjar Architecture of the Spanish City of Guadalajara. In 10th International Symposium on the Conservation of Monuments in the Mediterranean Basin (pp. 415–423). Springer International Publishing. . doi:10.1007/978. Недостаје или је празан параметар |title= (помоћ)-3-319-78093-1_44
- “Scattering Seeds from the Garden of Allah.” Teposcolula Retablo, 2000, interamericaninstitute.org/work_in_progress.htm.
- Sheren, I. (2011). Transcultural Architecture: Mudéjar's Epic Journey Reinterpreted. Contemporaneity (Pittsburgh, PA), 1, 137–151. . doi:10.5195/CONTEMP.2011.5. Недостаје или је празан параметар |title= (помоћ)
- Time Out. “Architecture.” TimeOut Madrid, Time Out Guides, 2010, pp. 32–34.
- Voigt. “Tile Style.” Moorish Tile History, 1 Jan. 1970, letstalktile.blogspot.com/2011/01/moorish-tile-history.html.
- Wacks, David A. Cultural Exchange in the Literatures and Languages of Medieval Iberia. 30 Oct. 2013, davidwacks.uoregon.edu/tag/aljamiado/.

## Spoljašnje veze
- Uneskovaa službena stranica
- Mudéjar art in Spain and Portugal in the Museum with no Frontiers website
- Arte Mudejar en Jerez de la Frontera
- Casselman Archive of Islamic and Mudejar Architecture in Spain